# Città senza auto

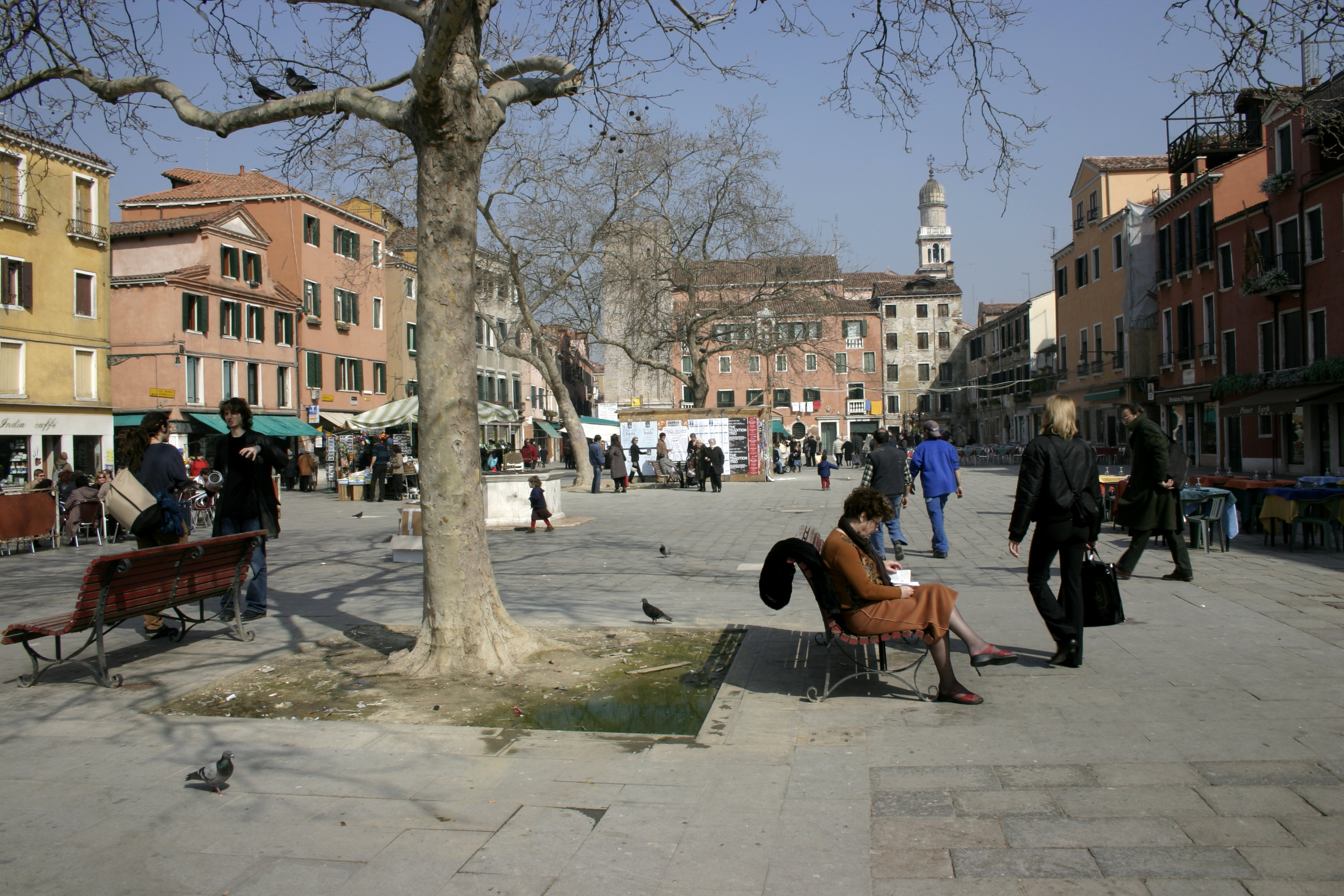
Una piazza a Venezia, esempio di città senza auto

Città senza auto è la definizione di un nuovo modello di città e di urbanistica che non prevede l'uso di automobili e che si affida alla mobilità al trasporto pubblico, camminando o andando in bicicletta e che ha tra gli obiettivi di ridurre la dipendenza dal petrolio, ridurre l'emissione di gas serra, gli incidenti automobilistici, l'inquinamento acustico, l'effetto "Isola di calore" e la congestione del traffico. Alcune città già oggi hanno uno più aree in cui i veicoli motorizzati sono proibiti, come le isole pedonali.

## Storia
Un progetto teorico di una città senza auto con un milione di persone è stato proposto per primo da J.H. Crawford nel 1996 e successivamente rifinito nei suoi libri: Carfree Cities (Città senza auto) e Carfree Design Manual.

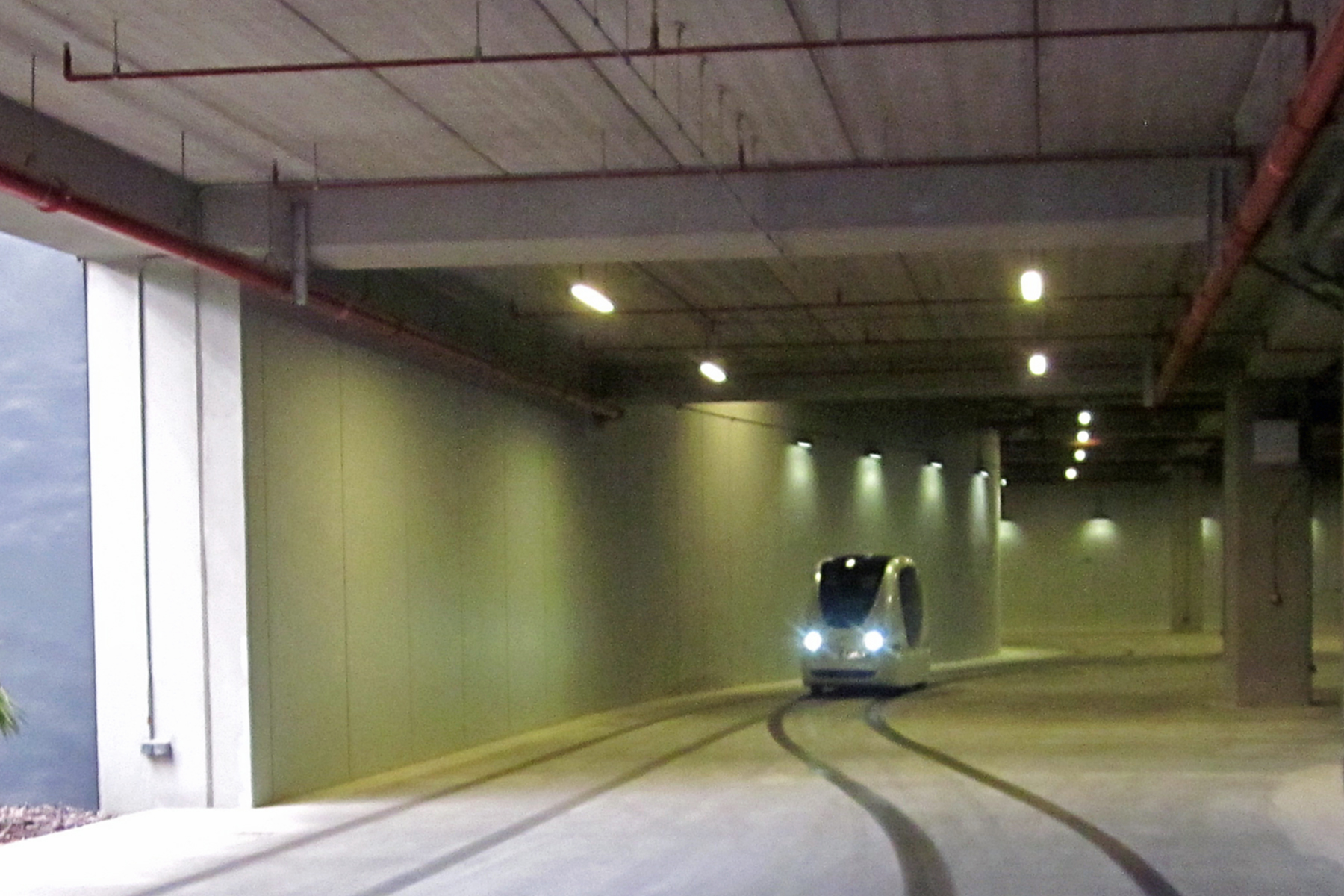
La rete PRT (Personal Rapid Transit) di Masdar a guida autonoma che percorre i binari sottoterra e permette che gli spazi stradali siano esclusivamente pedonali

Nel 2006, l'agenzia per lo sviluppo di Abu Dhabi ha rilasciato un masterplan per Masdar, progettata per essere una città altamente sostenibile. I piani erano inoltre focalizzati sugli spazi stradali al livello del suolo come spazi pedonali, senza l'autorizzazione di veicoli personali all'interno dei confini della città. L'obiettivo è che diventi una città pedonale con l'uso di mezzi di trasporto personali completamente elettrici e a guida autonoma.
Come parte del consiglio cittadino del piano urbanistico della mobilità del 2014 di Barcellona, sono stati implementati progetti di "superblocchi" (aree in cui è suddivisa la città) dove vengono creati spazi esclusivamente pedonali che comprendono strade interne di 9 blocchi cittadini o di 4 in periferia.

## Città
Città con quartieri senza auto:
- Venezia
- Gand
- Heidelberg